# Too Many Mammas
Too Many Mammas est un film muet américain réalisé par Leo McCarey et sorti en 1924.

## Synopsis
Jimmy Jump doit aider son patron à cacher sa liaison extra-conjugale avec une belle femme et doit dans le même temps essayer de garder sa propre petite amie heureuse.

## Fiche technique
- Réalisation : Leo McCarey
- Production : Hal Roach
- Date de sortie :
  - États-Unis : 12 octobre 1924

## Distribution
- Charley Chase : Jimmy Jump
- Martha Sleeper : la danseuse
- Beth Darlington : l'amie de Jimmy
- Olive Borden : l'amie du patron
- Noah Young : le mari de la danseuse
- John T. Prince : le patron
- Billy Engle
- Jack Gavin
- Earl Mohan